# Emil Goeldi
Émil August Goeldi, o anche Emil Göldi o Emílio Augusto Goeldi (Krummenau, 28 agosto 1859 – Zurigo, 5 luglio 1917), è stato un naturalista, zoologo ed epidemiologo svizzero.

## Biografia
Completò gli studi universitari a Jena con Ernst Haeckel: nel 1884 ricevette da Ladislau de Souza Mello Netto (direttore del "Museu Imperial e Nacional" brasiliano, attualmente rinominato Museo nazionale del Brasile) l'invito a lavorare in Brasile.

Giunto nel 1885 a Rio de Janeiro, cominciò a lavorare per il museo, ma fu licenziato cinque anni dopo a causa delle instabilità politiche che portarono il Brasile alla proclamazione della repubblica, con la conseguente destituzione dell'imperatore Pietro II, principale benefattore dell'ente.
Fortunatamente, Goeldi fu invitato nel 1894 a riorganizzare il Museo di storia naturale ed etnografia di Belém, fondato nel 1866 da Domingos Soares Ferreira Penna.

Nel Pará lo studioso fu aiutato da numerosi altri studiosi stranieri, anche suoi connazionali, come Jacques Huber, Emilie Snethlage, Friedrich Katzer, Alexander Karl von Kraatz-Koschlau e Adolpho Ducke.
Grazie al suo lavoro di classificazione, concentrato in particolare su uccelli e mammiferi, nel 1902 il museo per il quale lavorava fu rinominato in suo onore Museu Paraense Emílio Goeldi. Tre anni dopo, rinunciò al suo posto di direttore del museo a causa della salute cagionevole: decise di tornare in Svizzera, dove morì cinquantottenne nel 1917.
Numerose sono le specie e sottospecie animali e piante nominate in suo onore: in particolare, spiccano le numerosissime specie di formica descritte dall'entomologo Auguste Forel, gran parte delle quali porta il nome di specie goeldii.
- Acanthoponera goeldii
- Acropyga goeldii
- Azteca goeldii
- Brachymyrmex goeldii
- Callimico goeldii
- Camponotus goeldii
- Cephalotes goeldii
- Cheirocerus goeldii
- Crematogaster torosa goeldii
- Cynopotamus goeldii
- Dorymyrmex goeldii
- Dubioniscus goeldii
- Duopalatinus goeldii
- Flectonotus goeldii
- Hemiodopsis goeldii
- Megalelosia goeldii
- Megalomyrmex goeldii
- Myrmelachista goeldii
- Mycocepurus goeldii
- Myrmeciza goeldii
- Neivamyrmex goeldii
- Pachycondyla goeldii
- Paratrechina goeldii
- Pheidole goeldii
- Philodendron goeldii
- Procryptocerus goeldii
- Protambulyx goeldii
- Solenopsis goeldii
- Simulium goeldii
- Trichomycterus goeldii

Oltre all'opera di classificazione e scoperta, Goeldi è stato un importante studioso dell'epidemiologia: studiò le modalità di trasmissione e cura della febbre gialla e fu tra i primi a collegarne la diffusione tramite i mosquitos amazzonici, anni prima di Oswaldo Cruz.
Il suo studio estensivo dell'attuale regione dell'Amapá fu importante per risolvere la contesta territoriale tra Francia e Brasile, che si concluse con la cessione del territorio al Brasile il 1º dicembre 1900, con decisione delle corte internazionale di Berna.

### Opere
- Goeldi, E. A. (1886). Bericht über zwei ältere, unbekannt geliebene illustrierte Manuskripte portugiesisch-brasilianischer Naturforscher. I. Die zoologischen Zeichnungen von Alexander Rodriguez Ferreira. II. Die zoologischen Zeichnungen von Arruda da Camara. Zoologische Jahrbücher, Jena, 2, 175-184.
- Goeldi, E. A. (1892). Zur Orientierung in der Spinnenfauna Brasiliens. Mitteil aus dem Österlande (Neue Folge), 5, 200-248.
- Goeldi, E. A. (1897). A lenda amazônica do "cauré". Bol. Mus. Paraense, 2, 430-441.
- Goeldi, E. A. (1897). On the nesting of Cassicus persicus, Cassidrix oryzivora, Gymnomystax melanicterus and Todirostrum maculatum. Ibis, 7(3), 361-370.
- Goeldi, E. A. (1898 (1897)). A lenda amazônica do "cauré". Bol. Mus. Paraense, 2, 430-441.
- Goeldi, E. A. (1900). Sobre a nidificação do Cassicus persicus (japim), do Cassidix oryzivora (graúna), do Gymnomystax melanicterus (aritauá) e do Todirostrum maculatum (ferreirinho). Bol. Mus. Para. Hist. Nat. Ethnogr., (Mus. Para.), 3, 203-210.
- Goeldi, E. A. (1904). Against the destruction of white herons and red ibises on the lower Amazon, especially on the Island of Marajó (2 ed.). Belém: Pará.
- Geoldi, E. A. (1905). Myrmecologische Mitteilung das Wachsen des Pilzgartens von Atta cephalotes betreffend. Paper presented at the C.r. 6th Congr. Int. Zool., Berne.
- Goeldi, E. A. (1905). Beobachtungen über die erste Anlage einer neuen Kolonie von Atta cephalotes. Paper presented at the C.r. 6th Congr. Int. Zool., Berne.
- Goeldi, E. A. (1905). Os mosquitos do Pará. Reunião de quatro trabalhos sobre os mosquitos indígenas, principalmente as espécies que molestam o homem. Mem. Museu E. Goeldi, 4, 1-152.
- Goeldi, E. A. (1908 (1909)). Microtrogon novo nome genérico proposto para Trogon ramonianus Des Murs. Bol. Mus. Para. Hist. Nat. Ethnogr., (Mus. Pará), 5(1), 92-95.
- Goeldi, E. A. (1911). Der Ameisenstaat, seine Entstehung und seine Einrichtung, die Organisation der Arbeit und die Naturwunder seines Haushaltes . Leipzig & Berlin: Teubner.

### Studi
- Struder, T. (1917). Professor Dr. Emil August Goeldi (1859-1917). Verh. d. Schweiz. Naturf. Gesellschaft, Zürich, 1917, 36-59.
- Papavero, N. (1973). Essays on the history of Neotropical dipterology, with special reference to collectors (1750-1905) . São Paulo: Museu de Zoologia, Universidade de São Paulo.
- Cunha, O. R. (1983). Emílio Augusto Goeldi (1859-1917). Ciência e Cultura, 35(12), 1965-1972.